# Цукрова пудра

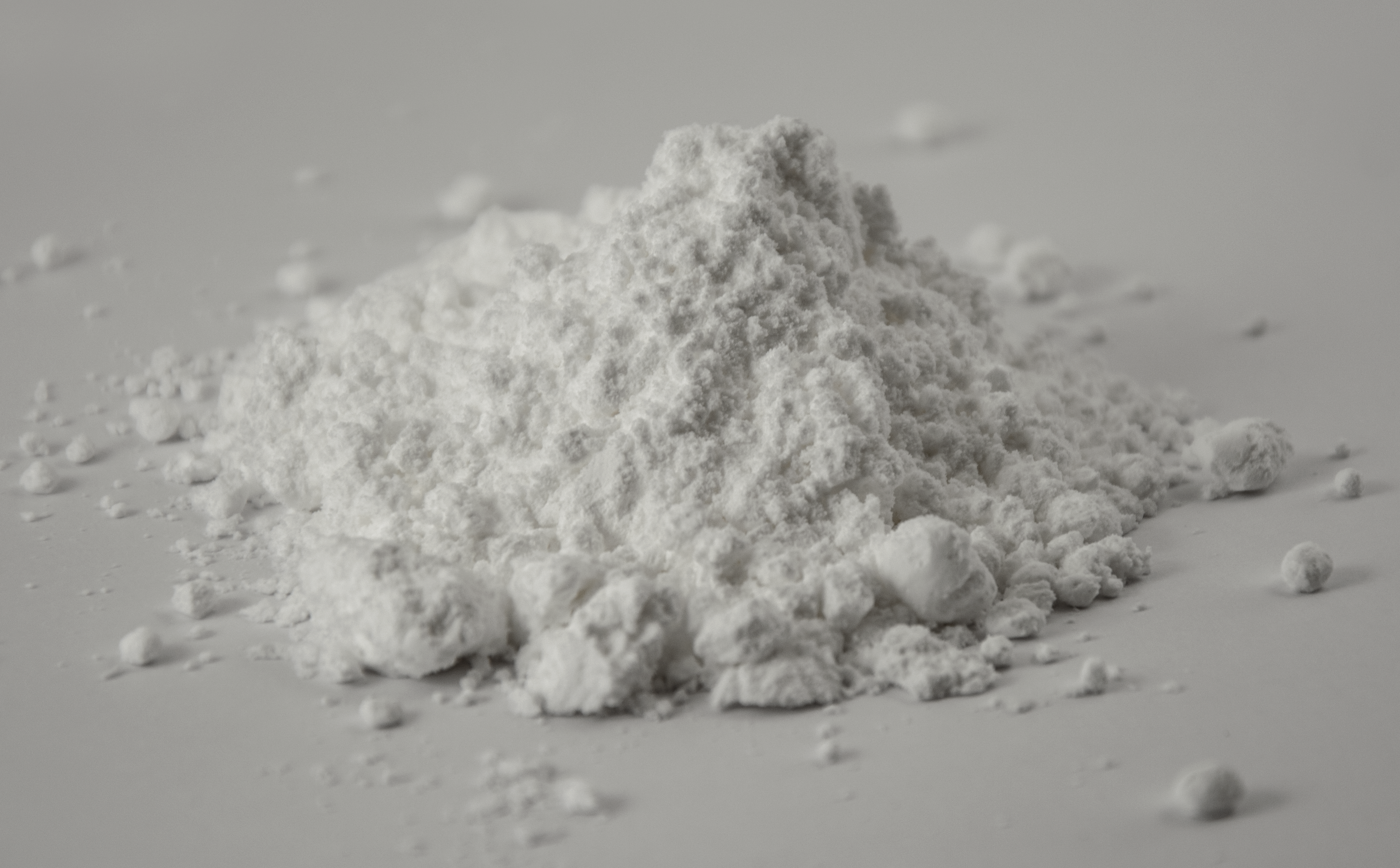
Цукрова пудра

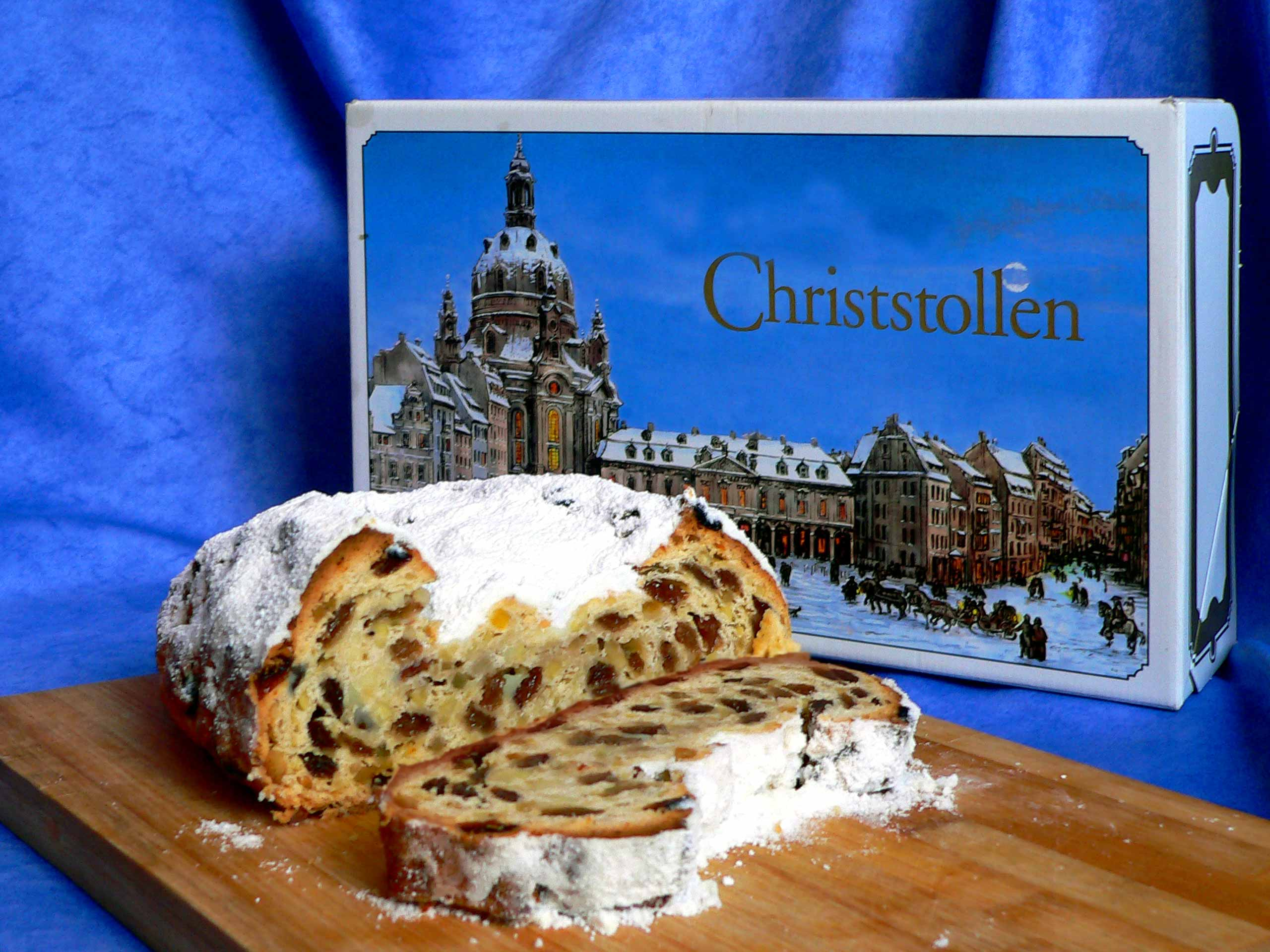
Німецький різдвяний кекс штолен, посипаний цукровою пудрою

Цукро́ва пу́дра — кристали цукру, подрібнені до порошкоподібного стану (з розміром часток не більше ніж 0,1 мм).
Виготовляють цукрову пудру за допомогою механічного розмелювання кристалів цукру на ударно-відбивних млинах. У домашніх умовах для приготування цукрової пудри розмелюють цукор на кавомолці або подрібнюють у ступці.
Цукрова пудра виробляється трьох сортів у залежності від тонкості помелу. У домашній кулінарії використовується найдрібніше змелена цукрова пудра, саме цей сорт цукрової пудри надходить у роздрібний продаж. Два інші сорти цукрової пудри використовуються в кондитерській промисловості.
У промисловому виробництві харчових продуктів цукрова пудра використовується там, де потрібне швидке розчинення цукру. Також вона необхідна для виробництва глазурі, збивання вершків та яєць, приготування коктейлів та інших безалкогольних напоїв, прикрашання кондитерських виробів.